# Thecopus maingayi
Thecopus maingayi är en orkidéart som först beskrevs av Joseph Dalton Hooker, och fick sitt nu gällande namn av Gunnar Seidenfaden. Thecopus maingayi ingår i släktet Thecopus och familjen orkidéer. Inga underarter finns listade i Catalogue of Life.